# 悟空伝
『悟空伝』（ごくうでん、原題：悟空传）は、2017年の中国映画。
『西遊記』をモチーフとして大胆にアレンジしたネット小説を原作としたアクションファンタジー映画である。

## キャスト
- 孫悟空：エディ・ポン
- 阿紫：ニー・ニー
- 灌口二郎（楊戩）：ショーン・ユー
- 天蓬：オウ・ハオ
- 阿月：ジェン・シュアン
- 上聖天尊：フェイ・ユー
- ：チャオ・シャン
- ：ヤン・ディー

## スタッフ
- 監督：デレク・クォック
- 原作：ジン・ホーザイ
- 脚本：デレク・クォック、ジン・ホーザイ、ファン・ハイ
- 製作：ホアン・チェンシン、アイヴィ・コン
- 撮影：ジェイソン・クワン
- 音楽：テディ・ロビン
- アクション監督：クー・ヒンチウ
- 特殊メイク：キャロライン・タン、パトリック・バクスター